# Epímaco
San Epímaco fue un mártir cristiano romano de fecha incierta.

## Leyenda
Después de su martirio, Epímaco fue puesto en una cripta en la Via Latina y más tarde se le añadió cerca el cuerpo de San Gordiano, que fue martirizado durante la época de Juliano el Apóstata. Los dos santos dan su nombre al cementerio, y son venerados en el mismo día 10 de mayo en la Iglesia católica.
Muchos autores han negado la existencia de un Epímaco martirizado en Roma, y de las reliquias honrados allí, afirmando que el cuerpo es de un santo Epímacho de Alejandría, quien fue trasladado a Roma poco antes del martirio de San Gordiano. El bolandista Remi de Buck sostuvo que las pruebas del Epímaco romano son demasiado fuerte como para ser puestos en duda, y negó que alguna reliquias de Epímaco de Alejandría llegaran a Roma.

## Otros santos llamados Epímaco
Existen varios mártires llamados Epimachus, y, debido a la parquedad de la información que se posee sobre ellos, algunos escritores han confundido mucho tiempo algunas hagiografías y no son capaces de ponerse de acuerdo en cuanto a su número o identidad. Los bolandistas mencionan hasta otros cuatro santos de este nombre.
- Un mártir recordado por los ortodoxos el 6 de julio, (Acta SS., XXIX, 280)
- Epímaco y Aciriano, mártires venerados por los Coptos y Etíopes el 31 de octubre (Acta SS., LXI, 684)
- Epímaco de Pelusio en Egipto, venerado por los orientales el 31 de octubre y por los coptos en las 14 pasiones. (Acta SS., LXI, 704)
- Epímaco y Alejandro, martirizado en Alejandría en la persecución de Decio, conmemorado en la Iglesia Latina el 12 de diciembre.